# Skrapp út
Skrapp út è un film del 2008 diretto da Sólveig Anspach.